# Amniscus assimilis
Amniscus assimilis là một loài bọ cánh cứng trong họ Cerambycidae.